# Resolutie 903 Veiligheidsraad Verenigde Naties
Resolutie 903 van de Veiligheidsraad van de Verenigde Naties werd unaniem aangenomen op 16 maart 1994. De resolutie verlengde de UNAVEM II-missie in Angola met tweeënhalve maand.

## Achtergrond
Nadat Angola in 1975 onafhankelijk was geworden van Portugal, keerden de verschillende onafhankelijkheidsbewegingen zich tegen elkaar om de macht. Onder meer Zuid-Afrika en Cuba bemoeiden zich in de burgeroorlog, totdat deze landen zich in 1988 terugtrokken. De VN-missie UNAVEM I zag toe op het vertrek van de Cubanen. Een staakt-het-vuren volgde in 1990, en hiervoor werd de UNAVEM II-missie gestuurd. 
In 1991 werden akkoorden gesloten om democratische verkiezingen te houden die eveneens door UNAVEM II zouden worden waargenomen.

## Inhoud

### Waarnemingen
De Veiligheidsraad benadrukte opnieuw het belang van de Vredesakkoorden en de blijvende aanwezigheid van de Verenigde Naties om de uitvoering ervan vooruit te helpen. De vooruitgang in de gesprekken tussen Angola en de UNITA in Lusaka werd verwelkomd. Eveneens moest UNITA de uitslag van de verkiezingen van september 1992 aanvaarden. De toekomstige beslissingen over Angola zouden afhangen van de politieke wil die beide partijen toonden om vrede te bereiken. Er was bezorgdheid om de vijandelijkheden die nog steeds doorgingen. Er was nood aan een effectief staakt-het-vuren. Wel goed was de verbetering in de humanitaire situatie, die desondanks ernstig bleef in sommige landsdelen.

### Handelingen
Beide partijen werden opgeroepen hun aangegane verbintenissen na te komen, een effectief staakt-het-vuren te bereiken en onverwijld tot een vredesregeling te komen. Ook eiste de Veiligheidsraad dat alle militaire acties onmiddellijk stopten.
Het mandaat van de UNAVEM II-missie werd verlengd tot 31 mei. Zodra de secretaris-generaal Boutros Boutros-Ghali rapporteerde dat een akkoord was bereikt, zou de Veiligheidsraad toestaan dat de missie opnieuw versterkt werd tot 350 militaire waarnemers, 126 politiewaarnemers en 14 medische personeelsleden.
Intussen werden alle acties die de hulpverlening in Angola hinderden en de hulpverleners in gevaar brachten veroordeeld. De internationale gemeenschap werd opgeroepen bij te dragen aan die hulp.
Gezien de lopende onderhandelingen werden geen bijkomende maatregelen tegen UNITA opgelegd. De secretaris-generaal werd gevraagd regelmatig te informeren over de vooruitgang van de onderhandelingen en de militaire- en humanitaire situatie in Angola en tegen 4 april te rapporteren.

## Verwante resoluties
- Resolutie 864 Veiligheidsraad Verenigde Naties (1993)
- Resolutie 890 Veiligheidsraad Verenigde Naties (1993)
- Resolutie 922 Veiligheidsraad Verenigde Naties
- Resolutie 932 Veiligheidsraad Verenigde Naties

Lijst ·  893 ·  894 ·  895 ·  896 ·  897 ·  898 ·  899 ·  900 ·  901 ·  902 ·  903 ·  904 ·  905 ·  906 ·  907 ·  908 ·  909 ·  910 ·  911 ·  912 ·  913 ·  914 ·  915 ·  916 ·  917 ·  918 ·  919 ·  920 ·  921 ·  922 ·  923 ·  924 ·  925 ·  926 ·  927 ·  928 ·  929 ·  930 ·  931 ·  932 ·  933 ·  934 ·  935 ·  936 ·  937 ·  938 ·  939 ·  940 ·  941 ·  942 ·  943 ·  944 ·  945 ·  946 ·  947 ·  948 ·  949 ·  950 ·  951 ·  952 ·  953 ·  954 ·  955 ·  956 ·  957 ·  958 ·  959 ·  960 ·  961 ·  962 ·  963 ·  964 ·  965 ·  966 ·  967 ·  968 ·  969